# کهنگوئیه
کهنگوئیه، روستایی از توابع بخش جبالبارز شهرستان جیرفت در استان کرمان ایران است.

## جمعیت
این روستا در دهستان رضوان قرار دارد و براساس سرشماری مرکز آمار ایران در سال ۱۳۸۵، جمعیت آن ۳۳ نفر (۷خانوار) بوده‌است.